# Allan Kateregga
Allan Kateregga (Kampala, 3 giugno 1994) è un calciatore ugandese, centrocampista del Saint Éloi Lupopo.

## Carriera

### Nazionale
Nel 2019 viene convocato con la nazionale ugandese per la Coppa d'Africa.